# Luha (Bug)
Die Luha (ukrainisch Луга, polnisch Ług) ist ein rechter Zufluss des Bug in der Ukraine.

## Geografie
Der rund 93 km lange Fluss entspringt im Osten von Kuty in der ukrainischen Oblast Wolyn, fließt zunächst nach Westen, wendet sich dann östlich von Iwanytschi nach Norden, an Wolodymyr vorbei, weiter nach Westen und mündet bei Ustyluh in den Bug, der hier die Grenze zu Polen bildet.
Das Einzugsgebiet wird mit 1348 km² angegeben.